# Diputació
Una diputació és un òrgan col·legiat que té com a missió assumir les facultats que corresponen a les cambres legislatives quan aquestes han estat dissoltes. Històricament, s'han creat diferents diputacions amb diferents propòsits.

## Diputació de Comerç
La Diputació de Comerç exercia les funcions de Consolat de Mar a les ciutats que no en tenien, actuant conjuntament amb l'alcalde. Va ser creada per Carles III el 1773.

## Diputació del Principat de Catalunya

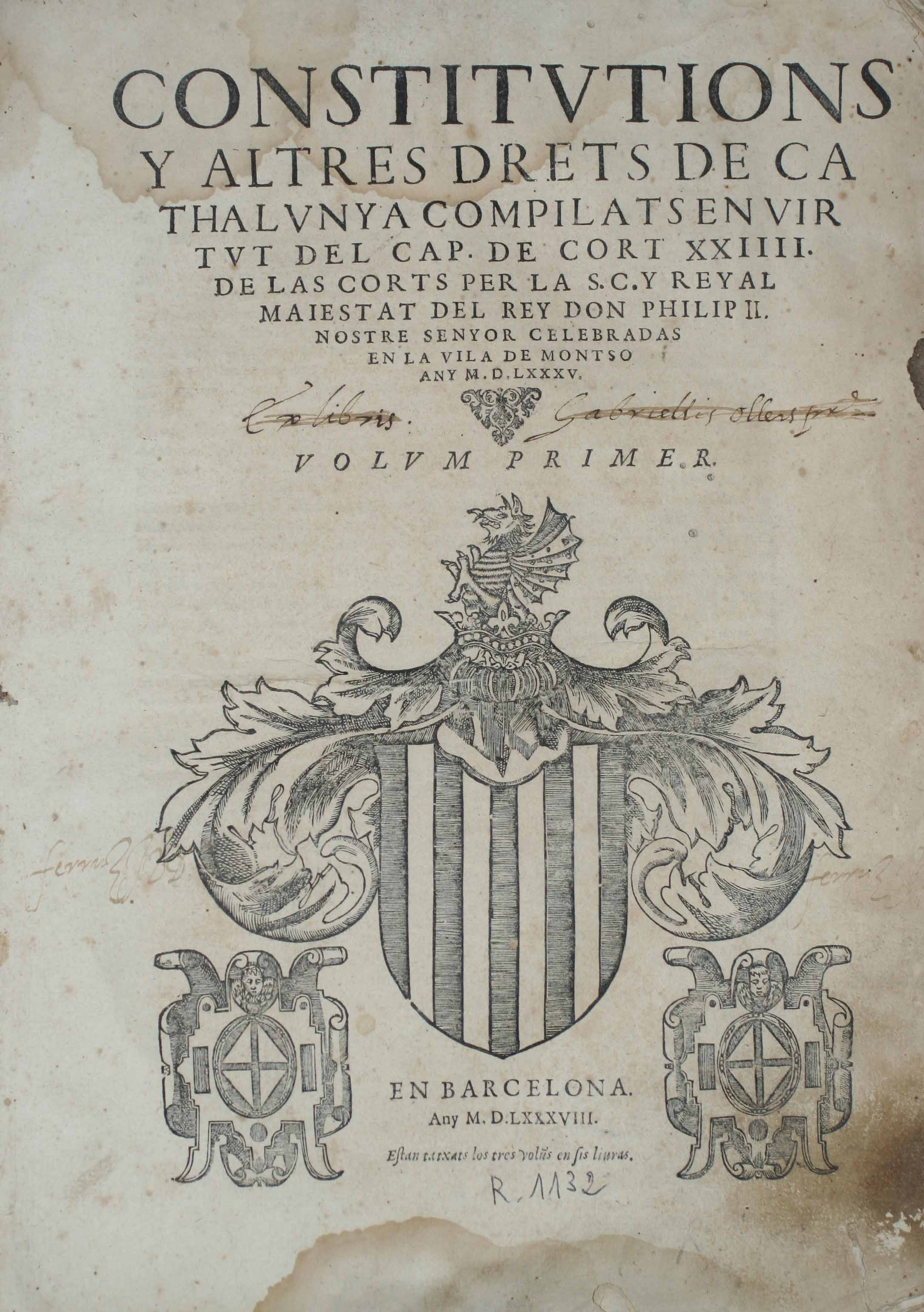
Constitucions de Catalunya de 1585.

Amb el nom de Diputació del Principat de Catalunya es va dirigir la representació catalana a les primeres corts espanyoles realitzades a Madrid el 1789, mostrant així el rebuig als decrets de Nova Planta de 1716.

## Diputació General de Catalunya
La Diputació General de Catalunya va ser un organisme consultiu creat pel pretendent Carles de Borbó i Àustria-Este, entre 1874 i 1875 durant la Tercera Guerra carlina. La va presentar com un primer pas per restablir les constitucions catalanes.

## Diputació Provisional de la Generalitat de Catalunya
La Diputació Provisional de la Generalitat de Catalunya va ser l'organisme constituït per representants de cada partit judicial de Catalunya que va aprovar, el 1931, l'Estatut de Núria.

## Diputació provincial
La Diputació provincial és un organisme d'administració local de l'estat espanyol. Van ser creades el 1812 amb la Constitució de Cadis. Entre d'altres, es van crear la Diputació Provincial de Catalunya, la de València i la de Mallorca. El 1814, Ferran VII les va abolir, i van ser restablertes amb la divisió provincial del 1833. Entre el 1914 i el 1925, les quatre diputacions provincials catalanes es van unir en la Mancomunitat de Catalunya. Entre el 1931 i el 1939, van ser substituïdes per la Generalitat de Catalunya. La Diputació Provincial de les Illes Balears va desaparèixer amb la creació del Consell General Interinsular i dels consells insulars el 1979.
A partir de la Sentència del Tribunal Constitucional 27/1987, de 27 de febrer, que va establir que ni l'Estat central ni les comunitats autònomes poden sotmetre l'autonomia de les diputacions provincials, diverses comunitats autònomes van aprovar normes que regulaven les relacions amb aquestes.